# Поддубное (Днепропетровская область)
Поддубное (укр. Піддубне) — село,
Жовтневый сельский совет,
Софиевский район,
Днепропетровская область,
Украина.
Село ликвидировано в 1989 году .
Находилось в 2-х км от села Марьевка.